# 浪岡郵便局
浪岡郵便局（なみおかゆうびんきょく）は青森県青森市浪岡にある郵便局である。
民営化以前の分類では集配特定郵便局であった。

## 概要
住所：〒038-1399 青森県青森市浪岡浪岡若松135-5

## 沿革
- 1872年8月4日（明治5年7月1日） - 浪岡郵便取扱所として開設[1]。
- 1875年（明治8年）1月1日 - 浪岡郵便局（五等）となる。
- 1885年（明治18年）6月25日 - 貯金取扱を開始。
- 1890年（明治23年）4月1日 - 為替取扱を開始。
- 1928年（昭和3年）1月26日 - 電話交換業務および電話加入者の託送電報取扱を開始[2]
- 1960年（昭和35年）11月1日 - 大釈迦郵便局から集配業務を移管[3]。
- 1968年（昭和43年）11月23日 - 電話交換および和文電報配達業務を浪岡電報電話局に移管。
- 1978年（昭和53年）8月21日 - 特定郵便局から普通郵便局に局種別改定[4]。
- 2000年（平成12年）7月1日 - 普通郵便局から特定郵便局に局種別改定[5]。
- 2007年（平成19年）3月5日 - ゆうゆう窓口を廃止、配達センター局に移行。
- 2007年（平成19年）10月1日 - 民営化に伴い、併設された郵便事業青森西支店浪岡集配センターに一部業務を移管。
- 2012年（平成24年）10月1日 - 日本郵便株式会社発足に伴い、郵便事業青森西支店浪岡集配センターを浪岡郵便局に統合。

## 取扱内容
- 郵便、印紙、ゆうパック、内容証明
- 貯金、為替、振替、振込、国際送金、国債、投資信託
- 生命保険、バイク自賠責保険
- ゆうちょ銀行ATM
- 青森市浪岡地区全域（〒038-13xxの地域）の集配業務

## 周辺
- 青森市役所浪岡庁舎
- 青森県立浪岡高等学校
- 青森市立浪岡中学校
- 青森市立浪岡南小学校
- 青森地域広域消防事務組合 浪岡消防署
- 青森県道27号青森浪岡線現道
- 青森県道13号大鰐浪岡線
  - 国道7号
- 浪岡川

## アクセス
- JR奥羽本線 浪岡駅から徒歩約15分
- 青森市市民バス（旧:青森市営バス）・弘南バス 信用金庫前停留所下車
- 東北自動車道 浪岡ICから南へ約4.5km
- 駐車場あり：10台